# Pelzgürteltier
Das Pelzgürteltier (Dasypus pilosus) ist eine Art der Langnasengürteltiere und verfügt als einziger Vertreter dieser Gattung über ein dichtes, den Rückenpanzer bedeckendes Fell aus borstenartigen Haaren. Es ist mit dem Neunbinden-Gürteltier näher verwandt, verfügt aber abweichend von diesem über durchschnittlich elf bewegliche Bänder zwischen den starren Panzerteilen. Die Tiere kommen endemisch in Peru vor, wo sie ein kleines Verbreitungsgebiet in den Nebelwäldern der Anden besiedeln. Über die Lebensweise der Gürteltierart ist kaum etwas bekannt. Sie wurde im Jahr 1856 wissenschaftlich eingeführt. Aufgrund der äußerlichen Eigenheiten wird sie teilweise einer eigenen Untergattung innerhalb der Langnasengürteltiere zugeordnet, was sich jedoch momentan nicht genetisch belegen lässt. Der Bestand des Pelzgürteltiers wird als gefährdet angesehen, genaue Daten liegen aber nicht vor.

## Merkmale

### Habitus
Das Pelzgürteltier weist eine Gesamtlänge von 59,3 bis 75 cm auf, der Schwanz nimmt davon 24,5 bis 26,8 cm ein und erreicht somit 65 bis 76 % der Länge des restlichen Körpers. Die Kopf-Rumpf-Länge wird mit 40 bis 44 cm angegeben. Das Gewicht variiert von 1,4 bis 2,3 kg. Männchen sind durchschnittlich etwas Größer als Weibchen. Die Gürteltierart ist somit vergleichbar zu mittelgroßen Vertretern der Langnasengürteltiere. Der Kopf ist wesentlich größer als bei diesen und wird 11,2 bis 12,5 cm lang. Er besitzt eine in der Seitenansicht eiförmige Gestalt mit einer lang herausgezogenen und walzenförmigen Schnauze. Die Augen sind klein, die Ohren werden 3,5 bis 5 cm lang und sind damit sehr groß. Sie haben eine löffelartig breite Gestalt und stehen dicht beieinander. Die Stirn wird von einem Kopfschild aus unregelmäßigen, vieleckigen, regellos angeordneten Knochenplättchen bedeckt. Er ist langgestreckt und rhombisch im Umriss, hinten endet er spitz. Der Rumpf hat eine eher niedrige und gestreckt-walzenförmige Gestalt. Der typische Körperpanzer besitzt einen festeren Schulter- und Beckenteil, wobei letzterer länger ist als ersterer. Zwischen diesen beiden festen Schilden befinden sich acht bis zwölf, häufig elf bewegliche Bänder, von denen die vordersten vier jedoch stärker miteinander verankert sind. Insgesamt besteht der Panzer aus mehreren Reihen von kleinen Knochenplättchen, am Schulterpanzer sind es etwa 18, wobei jene des festen Panzers eine eher rundliche Form aufweisen, die der beweglichen Bänder dagegen eine viereckige. Die Oberflächengestaltung der einzelnen Plättchen weicht von den sonstigen Langnasengürteltieren ab. Sie zeichnet sich durch fehlende Furchen aus, dafür sind zahlreiche rundliche Öffnungen (Foramina) ausgebildet, die an den Knochenplättchen der festen Panzerteile zirkulär eine zentrale Musterung umgeben. Jedes Plättchen besitzt 30 bis 35 dieser Foramina. An den Schildchen der beweglichen Bänder sind die Öffnungen eher länglich angeordnet. Der Panzer ist gelblich-weiß gefärbt und wird von einem dichten, rötlich bis gelbbraun gefärbten Fellkleid bedeckt, so dass dieser nur im vordersten Bereich sichtbar ist. Die einzelnen Haare entspringen dabei den kleinen Öffnungen der Knochenplättchen. Eine deutliche Behaarung kommt ansonsten bei Langnasengürteltieren nicht vor und ist hier auch ausgeprägter als bei den Borstengürteltieren. Die Länge der Haare beträgt ungefähr 5 cm. Die Bauchseite, die von sechseckigen Knochenplättchen bedeckt wird, und die Vorderseiten der Beine, weisen eine weniger dichte Behaarung auf, ebenso die Wangen. Der lange Schwanz wird wiederum in den vorderen zwei Dritteln von 7 bis 11 wirtelförmigen Knochenringen umschlossen, jeder bestehend aus zwei Reihen von Knochenplättchen. Aus den hinteren Enden der jeweiligen Ringe sprießen spärlich verteilte, kurze Haare. Die Gliedmaßen sind kurz und enden vorne in vier, hinten in fünf Strahlen. Alle Zehen besitzen Krallen in Kegelform, nur die mittleren der Vorderfüße sind lang und schmal. Die Hinterfußlänge schwankt von 7,1 bis 8 cm.

### Skelettmerkmale

Schädel und Unterkiefer des Pelzgürteltiers

Der Schädel wird 10 bis 11,1 cm lang und an den Jochbögen 3,2 bis 3,6 cm breit. Auffällig erscheint das sehr lange, in Seitenansicht gerade verlaufende Rostrum, das zwischen 6,5 und 7,5 cm einnimmt und das verhältnismäßig längste aller Gürteltiere darstellt. Auf dem Scheitelbein ist manchmal ein leichter Scheitelkamm ausgebildet, eine ähnliche Knochenbildung kommt bei den Langnasengürteltieren sonst nicht vor. Das Gaumenbein nimmt bis zu 74 % der Schädellänge ein, was vor allem durch die Verlängerung des Oberkiefers und des Zwischenkieferknochens erreicht wird. Das Mittelohr ist im Innern abweichend von den anderen Langnasengürteltieren teilweise stark verknöchert. Der Unterkiefer weist eine spangenartige Form auf mit nur wenig aufsteigenden Gelenkästen und zeigt dadurch einen deutlich grazileren Bau als bei den weiteren Vertretern der Langnasengürteltieren. Seine Länge beträgt 8 bis 9,1 cm. Das Gebiss weicht im Zahnaufbau von anderen Säugetieren ab. Es besitzt nagel- oder pflockartig geformte, molarenähnliche Zähne ohne Zahnschmelz. Im Oberkiefer befinden sich 7 bis 8, im Unterkiefer 7 bis 9 Zähne je Kieferast, insgesamt besteht das Gebiss somit aus 28 bis 34 Zähnen.

## Verbreitung und Lebensraum

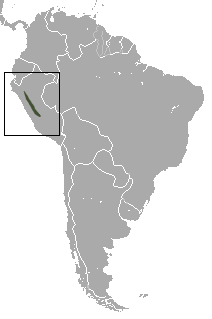
Verbreitungsgebiet

Das Verbreitungsgebiet des Pelzgürteltiers umfasst einen nur schmalen Streifen entlang der Anden im Westen und Norden von Peru, wo es in Höhen von 500 bis 3000 m, überwiegend aber von 2600 bis 3400 m über dem Meeresspiegel vorkommt. Die Ausdehnung des Gebietes ist sehr begrenzt und wird mit 53.000 Quadratkilometern angegeben, wobei insgesamt nur fünf Lokalitäten aus verschiedenen Departamentos des Landes bekannt sind, an denen die Art in den letzten Jahren beobachtet wurde. An einer weiteren wurden einzelne Tiere im Jahr 2016 mittels Kamerafallen aufgespürt. Alle bisher beobachteten Individuen befanden sich in der Nähe von Wasserstellen. Frühere Annahmen über eine weit nach Süden reichende Verbreitung erwiesen sich als falsch, sie beruhten vor allem auf fehlerhaften Kartierungen der 1980er Jahre. Wie groß das Verbreitungsgebiet in historischer Zeit war, ist unbekannt, Berichten aus dem 18. und 19. Jahrhundert zufolge kam das Tier möglicherweise in Chile und Ecuador vor. Angaben zur Größe der Population liegen nicht vor. Das bevorzugte Habitat stellen die Yunga-Wälder der Andenhänge dar, subtropische bis tropische Bergwälder und Bergnebelwälder. Dabei findet man das Pelzgürteltier in Gebieten mit dichter Untergrundvegetation und kalksteinreichem Untergrund.

## Lebensweise
Da das Pelzgürteltier aufgrund des seltenen und begrenzten Vorkommens nur schwer zu beobachten ist, gibt es praktisch keine Informationen zur Lebensweise. Die verlängerte Schnauze lässt eine stärker auf Insekten basierende Ernährung annehmen. Bei einem weiblichen Museumsexemplar wurden vier Embryos in der Gebärmutter nachgewiesen, ein weiteres wies eine Zecke der Gattung Ixodes im Fell auf.

## Systematik
Das Pelzgürteltier wird als eigenständige Art meist zu Gattung der Langnasengürteltiere (Dasypus) gestellt, die mindestens acht weitere Arten einschließen. Die Langnasengürteltiere bilden wiederum einen Teil der Gruppe der Gürteltiere (Dasypoda). Dabei formt die Gattung Dasypus eine eigene Familie, die Dasypodidae. Diese gelten als rezent monotypisch, nehmen aber unter anderem mit Stegotherium und Propraopus noch einige ausgestorbene Vertreter mit auf. Die Dasypodidae trennten sich laut molekulargenetischen Untersuchungen bereits im Mittleren Eozän vor rund 45 Millionen Jahren von der Linie der anderen Gürteltiere ab, die zur Familie der Chlamyphoridae zusammengefasst wird und alle übrigen rezenten Vertreter der übergeordneten Gruppe enthält. Die Langnasengürteltiere begannen sich im Mittleren Miozän vor rund 10 Millionen Jahren stärker zu diversifizieren. Es bildeten sich drei größere Linien heraus, von denen eine zu dem Artkomplex um das Kappler-Gürteltier (Dasypus kappleris), eine zu dem des Siebenbinden-Gürteltiers (Dasypus septemcinctus) und die dritte zu jenem des Neunbinden-Gürteltiers (Dasypus novemcinctus) einschließlich des Pelzgürteltiers führte. Die eigenständige Entwicklungslinie des Pelzgürteltiers formte sich bereits im späten Pliozän vor etwa 3,28 Millionen Jahren aus.

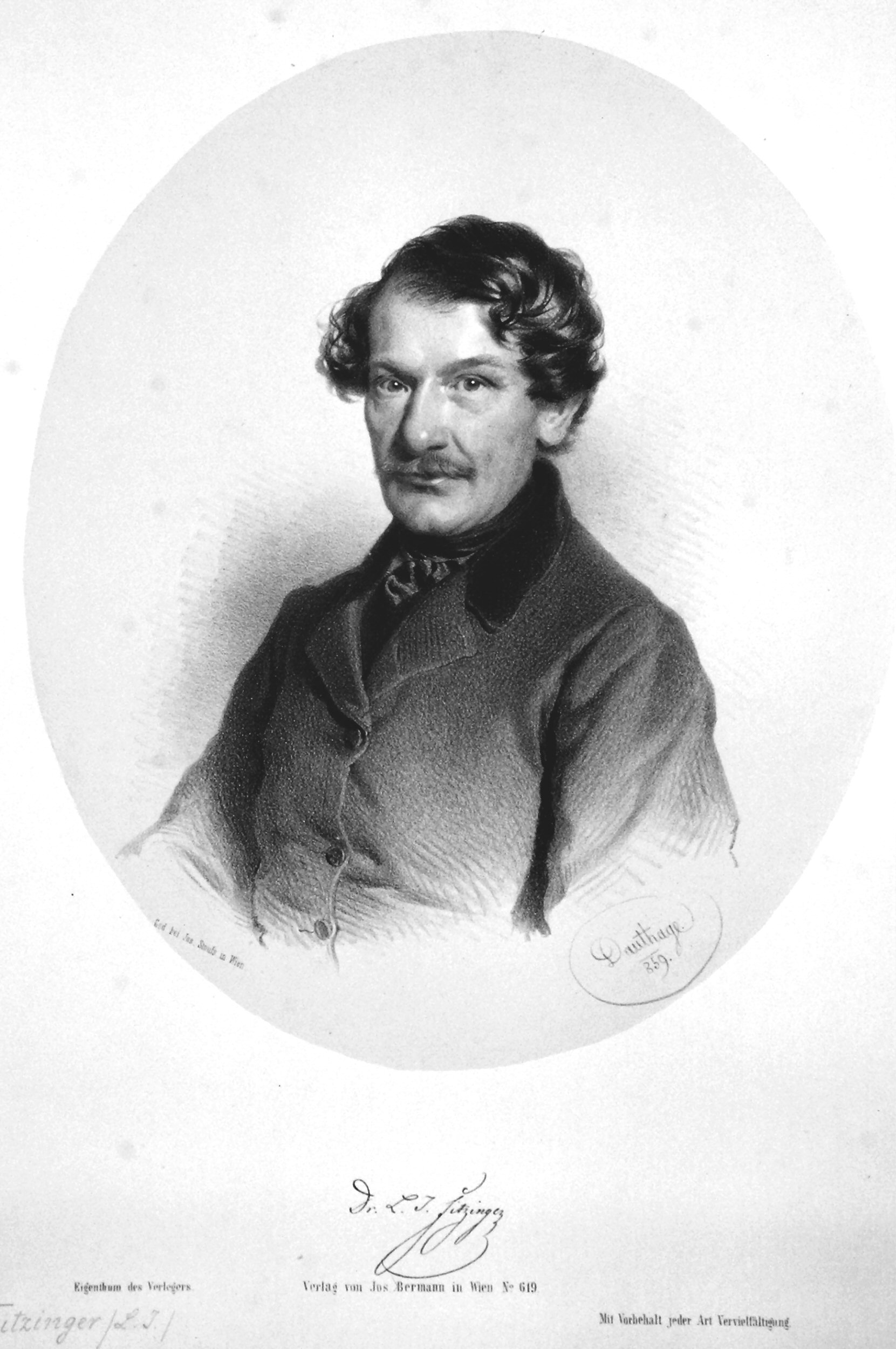
Leopold Fitzinger

Die Erstbeschreibung des Pelzgürteltiers erfolgte im Jahr 1856 durch Leopold Fitzinger als Cryptophractus pilosus, Grundlage der Beschreibung bildete ein Museumsexemplar aus Wien. Das Tier war aber offensichtlich schon 1782 von Juan Ignacio Molina in seiner Abhandlung über die Naturgeschichte Chiles als Dasypus octocinctus beschrieben worden, allerdings gab er die Anzahl der frei beweglichen Bänder falsch an und der Name ist heute nicht mehr anerkannt. Nur wenige Jahre nach Fitzinger, 1862, beschrieb Hermann Burmeister die Gürteltierart erneut und benannte sie Praopus hirsutus, was heute als Synonym für Dasypus pilosus gilt. In der gleichen Publikation merkte er an, dass die nächstverwandte Art seiner Meinung nach das Neunbinden-Gürteltier (Dasypus novemcinctus) sei, womit er das Pelzgürteltier in die Nähe der Langnasengürteltiere einordnete. Burmeisters Beschreibung erfolgte anhand zweier weiblicher Exemplare, die er im Nationalmuseum in Lima während seines Südamerikaaufenthaltes 1860 vorfand und die aus Guayaquil in Ecuador stammten, wo das Tier heute nicht mehr vorkommt.

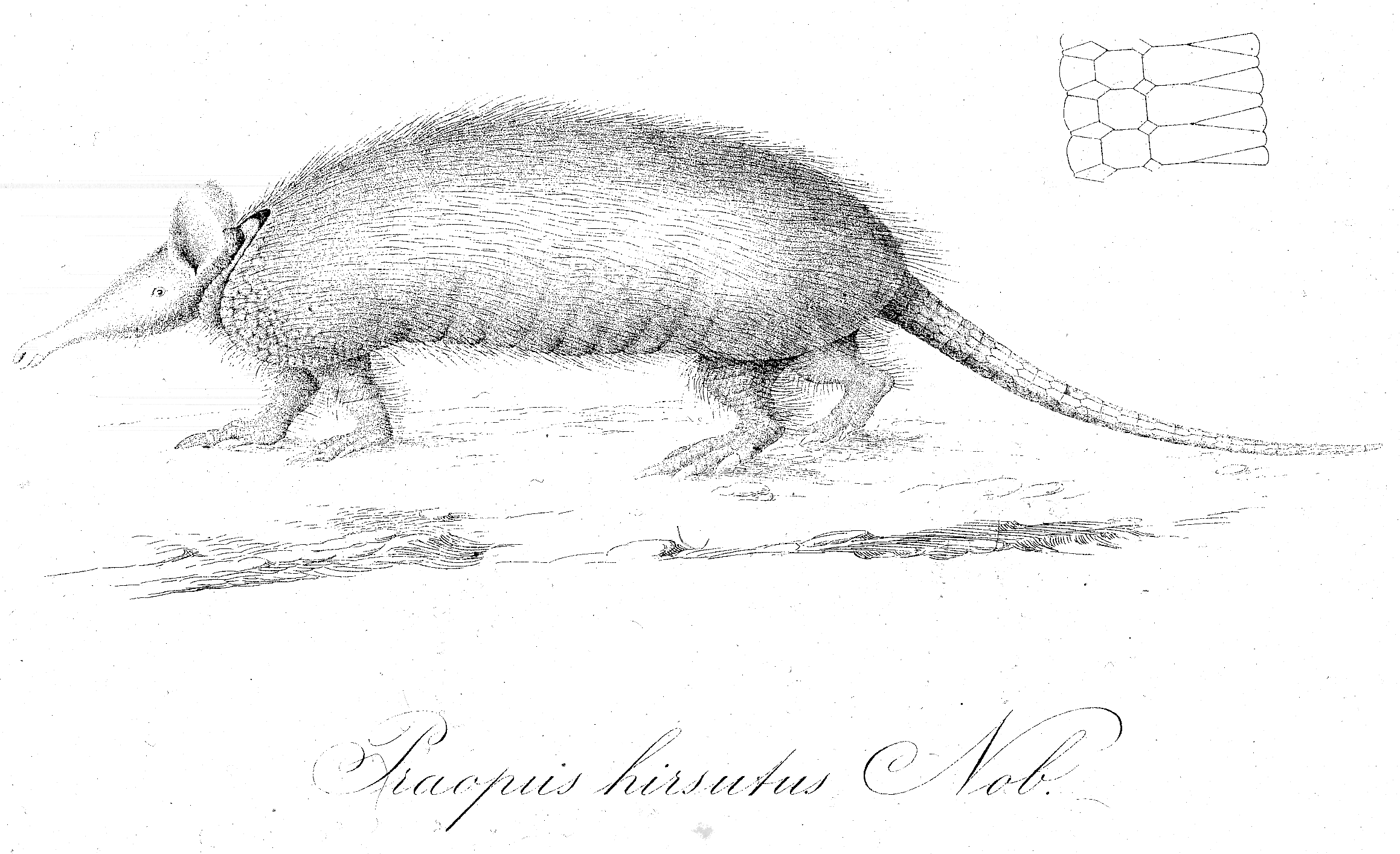
Zeichnerische Darstellung von Praopus hirsutus nach Hermann Burmeister, 1862

Die von Fitzinger geprägte Bezeichnung Cryptophractus stellt heute zusätzlich den potentiellen Untergattungsnamen des Pelzgürteltiers dar, nach Meinung einiger Forscher sollte er jedoch wieder als wissenschaftlicher Gattungsname geführt werden. Phylogenetische Untersuchungen anhand von anatomischen Merkmalen, die Anfang 2015 vorgenommen wurden, ergaben eine sehr basale Stellung des Pelzgürteltiers im Vergleich zu den Langnasengürteltieren. Die teils etwas abweichenden Charakteristika im Bezug auf äußere Morphologie (Fell, unterschiedliche Gestaltung der Knochenplättchen) und innere Anatomie (Schädel- und Skelettmerkmale) unterstützten die Zuweisung der Gürteltierart in die eigene Gattung Cryptophractus. Einschränkend wurde darauf hingewiesen, dass einige dieser unterschiedlichen Merkmale auch als eine spezielle Anpassung an den Lebensraum angesehen werden können. Die in der Studie angeforderten genetischen Untersuchungen zur Überprüfung der anatomisch basierten Ergebnisse wurden im gleichen Jahr veröffentlicht, widersprachen aber der Schlussfolgerung, dass das Pelzgürteltier eine eigene Gattung bilden würde. Auch der Untergattungsstatus von Cryptophractus ist unklar, da das Pelzgürteltier weiteren genetischen Analysen zufolge dem Neunbinden-Gürteltier nahesteht und somit tief in der Untergattung Dasypus eingebettet ist.

## Bedrohung und Schutz
Das Pelzgürteltier wird lokal gejagt, es gibt aber keine Informationen über die Intensität und den Grad der daraus entstehenden Bedrohung für den Artbestand. Weiterhin sind die Abholzung der Regenwälder und das dadurch bedingte Verschwinden der natürlichen Lebensräume gefährdend für das Tier. Die IUCN stufte die Gürteltierart anfänglich als „gefährdet“ (vulnerable) ein, aufgrund fehlender Informationen zur exakten Verbreitung, zur Größe der möglichen Bedrohung und zur Population allgemein wird sie seit 2014 unter „unzureichende Datenlage“ (data deficient) geführt. Bedeutendstes Vorkommen des Pelzgürteltiers ist jenes vom Río-Abiseo-Nationalpark in Peru.